# Oedaleosia
Oedaleosia is een geslacht van vlinders van de familie spinneruilen (Erebidae), uit de onderfamilie Arctiinae.

## Soorten
- O. concolor Strand, 1912
- O. frontalis Strand, 1909
- O. nigricosta Hampson, 1900